# 台湾臭椿
台湾臭椿（学名：Ailanthus altissima var. tanakae）为苦木科臭椿属下的一个变种。分布于台湾北部。生长于高山森林中。 

## 扩展阅读
- 維基物種上的相關：台湾臭椿